# Eduardo Alano
Eduardo Alano Farias, detto Dudu (Jaguaruna, 8 luglio 1996), è un giocatore di calcio a 5 brasiliano naturalizzato italiano.

## Carriera

### Club
Dopo aver completato la formazione nel settore giovanile della Tubaronense, nella stagione 2016 Alano debutta nella Liga Nacional. Nella stagione 2019 si trasferisce inizialmente al Joaçaba ma, nell'agosto dello stesso anno, passa alla società italiana dell'Acqua e Sapone. Dopo un biennio trascorso in Abruzzo, nell'estate del 2021 il giocatore viene ceduto ai francesi del Mouvaux-Lille.

### Nazionale
In possesso della doppia cittadinanza, nel settembre del 2020 partecipa a uno stage della nazionale italiana. Il 28 gennaio 2021 debutta con la maglia azzurra durante l'incontro vinto per 3-0 contro il Montenegro valido per le qualificazioni al campionato europeo 2022. Realizza la sua prima rete nella successiva vittoria per 7-4 contro la Finlandia. Il 17 gennaio 2022 viene incluso nella lista definitiva dell'Italia per il Campionato europeo 2022.